# Iván Díaz
Iván Santiago Díaz (San Fernando, 23 gennaio 1993) è un calciatore argentino, centrocampista svincolato.

## Carriera

### Club
Il 15 marzo 2016 viene acquistato a titolo definitivo dalla squadra slovacca dello Žilina.

## Palmarès

### Club

#### Competizioni nazionali
- Campionato slovacco: 1

Žilina: 2016-2017